# Niagara (filme)
Niagara (bra: Torrentes de Paixões, ou Torrentes de Paixão; prt: Niagara) é um filme de suspense noir estadunidense de 1953, dirigido por Henry Hathaway, produzido por Charles Brackett e escrito por Brackett, Richard L. Breen e Walter Reisch. O filme é estrelado por Marilyn Monroe, Joseph Cotten, Jean Peters e Max Showalter (creditado como Casey Adams). Foi um dos maiores sucessos de bilheteria da 20th Century Fox naquele ano.
Monroe recebeu o maior crédito em Niagara, o que a elevou ao status de estrela. Seus dois filmes seguintes, Gentlemen Prefer Blondes (1953) e How to Marry a Millionaire (1953), foram sucessos ainda maiores. 

## Sinopse
Ray e Polly Cutler (Max Showalter e Jean Peters), em sua adiada lua de mel, nas Cataratas do Niágara, encontram o bangalô que reservaram ocupada por George e Rose Loomis (Joseph Cotten e Marilyn Monroe). Rose lhes diz que George finalmente conseguiu dormir, e que ele recentemente foi liberado de um hospital psiquiátrico do exército. Os Cutler educadamente aceitam outro, menos bonito, bangalô, e assim os dois casais se tornam amigos.

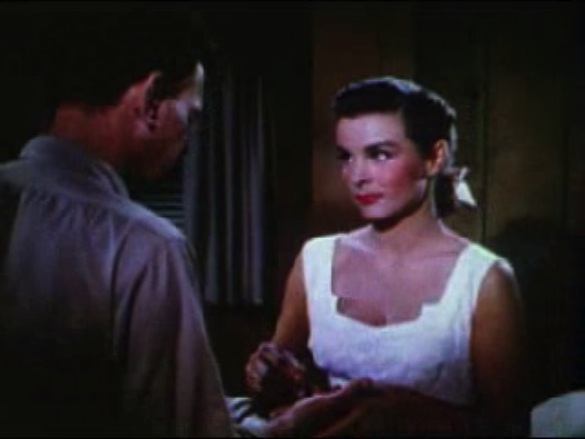
Polly Cutler e George Loomis

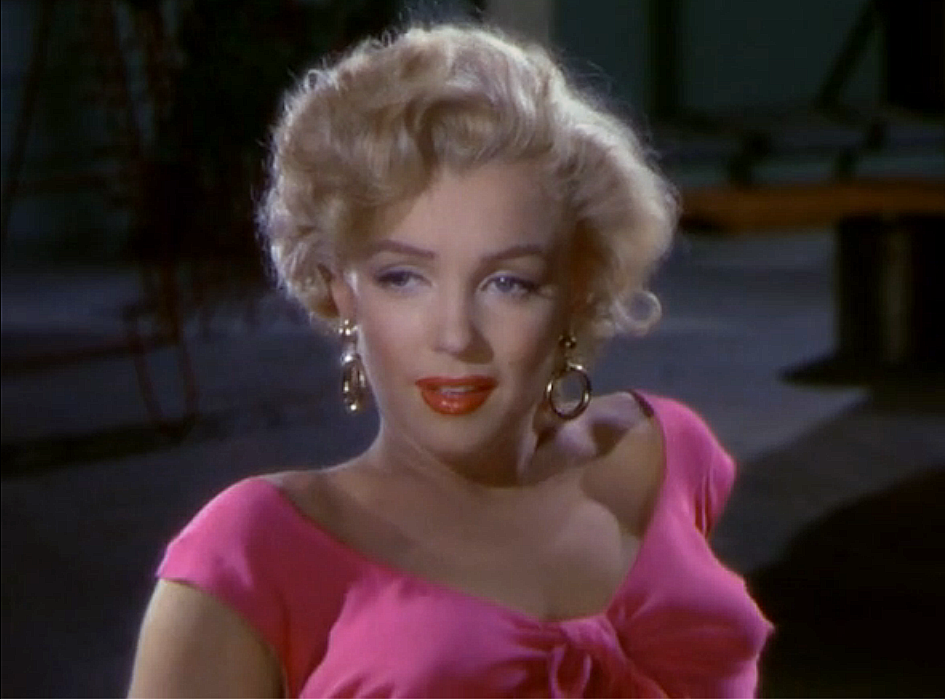
Monroe como Rose Loomis

George e Rose têm um casamento conturbado. Ela é mais jovem e muito atraente. Ele é ciumento, deprimido e irritado. Enquanto visitava as cataratas no dia seguinte, Polly vê Rose apaixonadamente beijando outro homem, Patrick, seu amante. Naquela noite, os Cutler presenciam a ira de George. Rose se junta a uma festa improvisada e pede que toquem uma determinada música, ao que George sai enfurecido de seu bangalô e quebra o disco, porque ele suspeita que a canção tem um significado secreto para Rose.
O que George não sabe é que Rose e Patrick estão planejando assassiná-lo. No dia seguinte, Rose convence George a segui-la para dentro do escuro túnel turístico debaixo das cataratas. Lá Patrick irá matá-lo. Para avisar Rose que George está morto, Patrick irá pedir que toquem a canção especial de Rose ("Kiss" ("Beijo"); música de Lionel Newman, letra de Haven Gillespie, ambas não creditadas). A música é tocada nos alto falantes e Rose conclui que George foi assassinado.
Na verdade, é George quem matou Patrick, jogou seu corpo nas Cataratas do Niágara, e pegou os sapatos de Patrick na saída, ao invés dos dele. Isto leva a polícia a acreditar que George é a vítima. O corpo é recuperado e os policiais trazem Rose para identificar o corpo de George. Quando o lençol é levantado e ela vê o rosto de Patrick, Rose desmaia e é internada em um hospital.
O gerente da pousada muda os pertences dos Cutler para o bangalô dos Loomis. George vem para para o bangalô para matar Rose em vingança, mas encontra Polly lá. Ela acorda e o vê antes de ele fugir. Ela conta à policia, que começa uma busca.
Durante a segunda visita dos Cutler às cataratas, George encontra Polly sozinha por um momento. Tentando fugir, ela escorrega e ele a salva de cair sobre a borda na cachoeira. Ele explica a ela que matou Patrick em auto defesa e suplicante diz: "Por favor... deixe-me permanecer morto". Polly vai embora sem responder. Mais tarde naquele dia, ela diz ao detetive da polícia que ela acredita que George está vivo.
Rose, amedrontada, deixa o hospital com a intenção de voltar para os Estados Unidos. Ao encontrar George esperando por ela na fronteira, ela corre e tenta se esconder na torre dos altos falantes. George a pega e a estrangula sob os altos falantes, que permanecem em silêncio. Em remorso, ele diz: "Eu te amava, Rose. Você sabe disso."
Os Cutler vão pescar com amigos em uma lancha num trecho do rio Niágara acima das cataratas. Quando a lancha é amarrada à margem para que o grupo vá fazer compras, George rouba o barco com Polly a bordo. A polícia é avisada e sai em perseguição. O barco fica sem gasolina e flutua em direção às cataratas. George faz um buraco no barco para desacelerá-lo e consegue colocar Polly sobre uma grande rocha antes de chegar às cataratas, onde morre. Polly é resgatada da rocha por helicóptero.

## Produção
Walter Reisch revelou que o produtor Charles Brackett queria fazer um filme ambientado nas Cataratas do Niágara, e Reisch sugeriu que fosse um mistério de assassinato. Ele disse: "Qualquer um que ouça o nome Niágara pensa em casais em lua de mel e em alguma história sentimental de uma garota abandonando o marido na noite de núpcias e eles se reencontrando. Seria tolice começar com truques de Sonja Henie aqui ou extravagâncias de natação do tipo Esther Williams. Eu gostaria de fazer uma história de mistério, com um assassinato real nela". Reisch afirmou ter criado a história, mas escreveu o roteiro em colaboração com Richard Breen e Brackett.
O chefe da Fox, Darryl F. Zanuck, queria escalar Marilyn Monroe para o filme. De acordo com Reisch: "Achamos que era uma boa ideia, até que veio um segundo telefonema dizendo que ele queria que ela fosse a vilã, não a garota... Meu Deus! Aqui estava a garota mais bonita de todos os Estados Unidos da América! Mas ele insistiu que era uma ótima ideia, então finalmente fizemos. Não sabíamos se ela gostaria, mas ela não teve nenhuma objeção, pelo contrário".
Jean Peters substituiu Anne Baxter no papel de Polly. As filmagens de Niagara ocorreram do início de junho a meados de julho de 1952. O personagem de Peters foi inicialmente planejado como o principal, mas o filme acabou se tornando um veículo para Monroe, que à época já tinha conquistado mais sucesso.
Reisch revelou que há "grandes sequências faltando" no filme final: "Depois de assisti-lo, Zanuck simplesmente não conseguia aceitar o fato de que a polícia de Niagara Falls era de origem canadense. Tínhamos atores britânicos interpretando comissários de polícia canadenses, detetives e vários policiais, e ele simplesmente abominava isso. Ele não nos deixava voltar aos palcos para terminá-lo ou consertá-lo — não, ele simplesmente o tirou! O público americano, ele disse, não sabe, não entende, que as Cataratas do Niágara são divididas pela fronteira... e deveríamos ter usado americanos. E [o diretor Henry] Hathaway, que também não gostou da ideia, ficou do lado dele. Então, há grandes buracos na história".
Henry Hathaway comentou que o filme teria sido melhor se sua escolha original, James Mason, tivesse assumido o papel masculino principal. Ele explicou que Mason recusou o papel porque sua filha estava cansada de vê-lo morrer em filmes: "Cotten é um bom ator, mas não tem a ponta ardente que Mason tem; ele é um pouco sem graça".
A música "Kiss" foi composta por Lionel Newman, com letra de Haven Gillespie — ambos não creditados — e interpretada por Monroe.

## Elenco
- Marilyn Monroe como Rose Loomis
- Joseph Cotten como George Loomis
- Jean Peters como Polly Cutler
- Max Showalter como Ray Cutler (creditado como Casey Adams)
- Denis O'Dea como Inspetor Starkey
- Richard Allan como Patrick
- on Wilson como Sr. Kettering
- Lurene Tuttle como Sra. Kettering
- Russell Collins como Sr. Qua
- Will Wright como Barqueiro

## Recepção

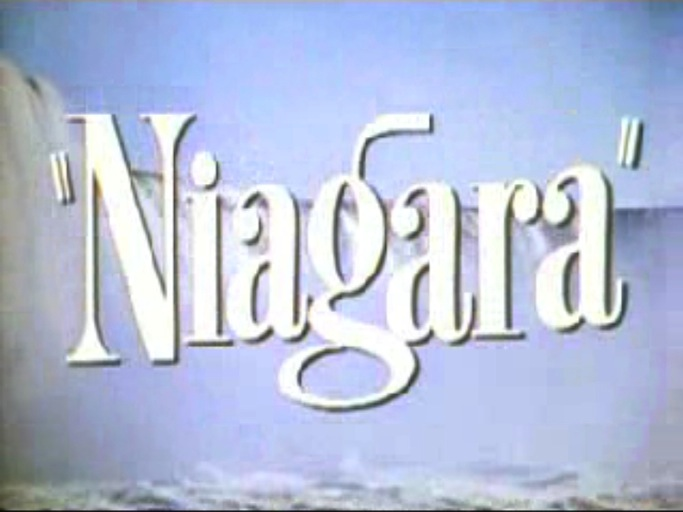
Abertura do filme

Após o lançamento do filme, A.W., do The New York Times, elogiou o longa, embora não a atuação, escrevendo: "Obviamente ignorando a ideia de que existem Sete Maravilhas do Mundo, a Twentieth Century-Fox descobriu mais duas e as aprimorou com Technicolor em Niagara... Pois os produtores estão fazendo uso total tanto da grandiosidade das Cataratas e suas áreas adjacentes quanto da grandiosidade de Marilyn Monroe... Talvez a Srta. Monroe não seja a atriz perfeita neste momento. Mas nem o diretor nem os cavalheiros que manusearam as câmeras pareciam estar preocupados com isso. Eles capturaram todas as curvas possíveis tanto na intimidade do boudoir quanto em vestidos justos igualmente reveladores. E eles ilustraram de forma bastante concreta que ela pode ser sedutora — mesmo quando anda. Como foi observado, Niagara pode não ser o lugar para se visitar nessas circunstâncias, mas as cataratas e a Srta. Monroe são algo para se ver".
Também em 1953, um crítico da Variety escreveu: "Niagara é uma expedição mórbida e clichê à luxúria e ao assassinato. A atmosfera é tensa e sobrecarrega os nervos com uma sensação de desastre iminente. O ponto focal de tudo isso é Marilyn Monroe, que está de férias nas Cataratas com o marido, Joseph Cotten... A câmera permanece nos lábios sensuais de Monroe, percorre sua figura vestida de camisola e grava com precisão os contornos de seu traseiro enquanto ela serpenteia por uma rua para um encontro com seu amante. Como contraste com a beleza da forma feminina, há outro tipo de beleza da natureza — a das Cataratas. Os fenômenos naturais foram magnificamente fotografados no local".
Críticos posteriores também elogiaram o filme. Em 2001, Robert Weston escreveu: "Niagara é um bom filme para fãs do noir que desejam algo um pouco diferente. Esteja avisado, o filme foi filmado em glorioso Technicolor, não em preto e branco, mas ainda ostenta uma ampla parcela de sombras e estilo... Sem dúvida, o melhor motivo para ver Niagara é a participação de Monroe, mas também sem esquecer a paisagem das Cataratas do Niágara".

## Legado

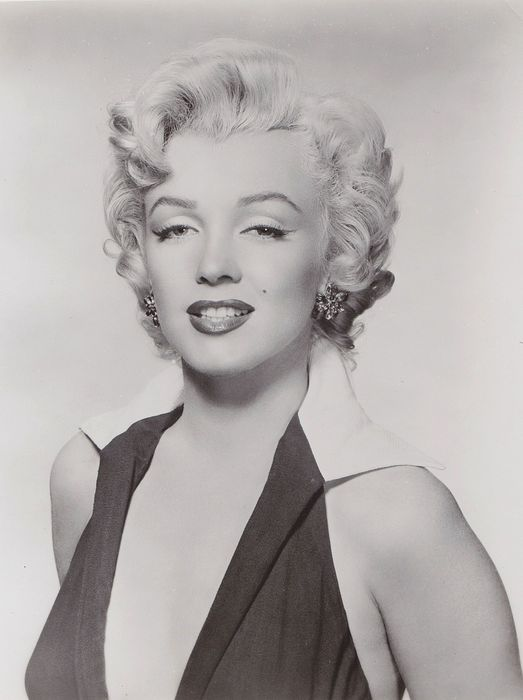
Uma foto promocional de Monroe. A imagem mais tarde se tornou a base para a pintura em serigrafia de Andy Warhol de 1962, Díptico Marilyn.

Nas semanas após a morte de Marilyn, em agosto de 1962, Andy Warhol usou uma foto de publicidade de Niagara como base para uma de suas pinturas em serigrafia, chamada Marilyn Diptych, que mostra várias imagens do rosto de Marilyn.